# Chelonus flavoneavulus
Chelonus flavoneavulus är en stekelart som beskrevs av Abdinbekova 1971. Chelonus flavoneavulus ingår i släktet Chelonus och familjen bracksteklar. Inga underarter finns listade i Catalogue of Life.